# Randy Jones
Randy Jones (Raleigh, Carolina del Norte, 13 de septiembre de 1952) es un cantante y actor estadounidense, reconocido por ser el vaquero del grupo de música disco Village People famoso en la década de fines de los años 70 en pleno furor de la música disco.
Sacó en 2007 un álbum de música disco y pop titulado Ticket to the World.
Como actor, se presentó con otros miembros del grupo en la película Can't Stop the Music, de 1980.

## Inicios
Randy Jones asistió al William G. Enloe High School en Raleigh, Carolina del Norte y se graduó en 1970. Entre tanto, fue fundador de Enloe's Drama Club, que entonces se llamaba Amicus Scaena, en latín por "amigo de escena" o "amigo del teatro". Estudio en la North Carolina School of the Arts antes de mudarse a Nueva York.

## Vida personal y carrera
Randy Jones se casó con su novio de 20 años, Will Grega en un Club de Nueva York, el 7 de mayo de 2004. En ese tiempo no eran legales los matrimonios entre personas gay y no era reconocido en el estado de Nueva York. Jones comentó: "Esto es cuestión de tiempo de que la Corte de Nueva York lo acepte de acuerdo a los derechos humanos y morales de la gente decente". Esta parte fue publicada en su libro en 1996, titulado Out Sounds: Música alternativa de Gay y lesbiana.
En 2007,lanzó un disco de música pop en solitario llamado Ticket to the World. En 2009, aparece en Flight of the Conchords en su video musical para "Too Many Dicks"
En 2014, apareció como Tiberio en el musical de Broadway, El Himno. La producción dirigida y con coreografía de Rachel Klein, de unlibro de Gary Mirgenstein, coros por Erik Ransom y música por Jonnie Rockwell. La producción se presentó en el Lynn Redgrave Teatro de Nueva York.
En el año 2017, lanzó "Hard Times" el primer sencillo desde el álbum Still Makin' Noise. El sencillo llegó al número 42 de la lista de Billboard Dance y fue el primer número que llegó a las listas de un miembro del grupo The Village People como artista en solitario.